# ヤングエース
『ヤングエース』（YOUNG ACE）は、株式会社KADOKAWAが発行する青年向け月刊漫画雑誌。2013年10月号までは株式会社角川書店、2013年11月号より株式会社KADOKAWA発行、角川書店編集。2015年7月号より企画編集はコミック&キャラクター局が担当している。2009年7月4日創刊。毎月4日ごろ発売。略称は『ヤンエー』。版型はB5。
Vol.1（創刊号）からVol.9までは『月刊少年エース』の増刊扱いであったが、2010年4月3日発売の2010年5月号より独立誌となる。

## 歴史

### 創刊まで
2009年3月23日に角川書店より、本誌の創刊が発表。続報は『月刊少年エース』（同社）誌上にて公表。創刊号発売の前に、プレビューマガジンが書店もしくは公式サイトにて計4号配布された。このプレビューマガジンは、公式サイトにてPDFファイル形式でも閲覧可能であった。また独立創刊前にもパンフレットが計3号配布された。
角川書店が2007年3月から2009年1月まで刊行していた青年漫画雑誌『コミックチャージ』の休刊後、連載作品である『多重人格探偵サイコ』や『黒鷺死体宅配便』、『八雲百怪』などが本誌に移籍して連載されている。また、同年3月に休刊した『エースアサルト』の『未来日記パラドックス』も引き継いでいる。

### 創刊
同年7月4日に『月刊少年エース』の兄弟誌、兄貴誌として誕生。創刊号の表紙には「『少年エース』の兄貴誌誕生!」の一文が掲載され、貞本義行の『新世紀エヴァンゲリオン』のイラストが登場した。創刊時のメイン作品は移籍作品である同作と大塚英志×田島昭宇による『多重人格探偵サイコ』、ぷよの『長門有希ちゃんの消失』、細田守の映画『サマーウォーズ』のコミカライズであった。創刊号から話題となった。創刊号やVol.2では『新世紀エヴァンゲリオン』のフィギュア、Vol.3では貞本のインタビューなどを再録した別冊が付属するなど、「『エヴァ』づくし」となっていた。

### 『新世紀エヴァンゲリオン』最終回による影響
2013年6月4日発売の7月号に『新世紀エヴァンゲリオン』の最終回を掲載。発売前から注目され、発売初日から同号が入手困難であると出版元に問い合わせが寄せられ、全国の書店で本誌が完売した店が続出し、作品を読めずにいた読者がいたことから、次号に再掲載されることとなった。当時、同話再掲載となった事例は荒川弘の『鋼の錬金術師』の最終回による『月刊少年ガンガン』（スクウェア・エニックス）2010年9月号、あだち充の『MIX』の第1話による『ゲッサン』（小学館）2012年7月号のみであり、漫画雑誌では異例の事態であった。その影響で同年7月4日から8月5日まで、7月号の一部作品を除いた再編集版が「BOOK☆WALKER」にて無料配信されることとなった。

### 2010年代半ばから後半
2012年から連載が開始された三部けいの『僕だけがいない街』が「マンガ大賞」ほか受賞し、フランスの出版社・ActuSFによる「歴史改変SF大賞」で日本の漫画初となるグラフィック賞を受賞するなど、国内外で人気を得る。
2015年1月、本誌の編集部の公式Twitterアカウントが『月刊ドラゴンエイジ』（KADOKAWA）編集部とTwitter上で喧嘩をしていると注目された。しかし実際はキャンペーンの対決企画の一環であった。同年7月号からはそれまで編集人、発行人と同じく、奥付に表示されていた編集長職が記載が廃止され、企画編集コミック&キャラクター局と記載されるようになる。
2013年より本誌の作品がテレビアニメ化される。『ブラッドラッド』、『いなり、こんこん、恋いろは。』、『ISUCA』、『長門有希ちゃんの消失』、『僕だけがいない街』などの作品を制作。
2016年3月3日、KADOKAWAが漫画雑誌14誌の電子書籍化を実施。本誌も対象となり、電子書籍ストアでの配信が開始された。

### 看板作品の変更
2010年代後半には朝霧カフカと春河35による『文豪ストレイドッグス』が本誌の看板作品として展開され、KADOKAWAの社全体の主力コンテンツとして扱われる。テレビアニメ以外にもさまざまなメディアミックスが展開されている。ほかに同時期にヒットした作品に杉基イクラの『ナナマル サンバツ』など。
2020年3月、新型コロナウイルスの感染拡大の影響により、KADOKAWAの漫画雑誌が「BOOK☆WALKER」にて無料公開となり、本誌も対象として公開。

## 特徴
コンセプトは「漫画好きの大人のためのコミック誌！」で、「角川書店唯一の男性向けヤングコミック誌」である。青年だけではなく、『文豪ストレイドッグス』や『であいもん』など女性から支持されている作品も連載。「スタイリッシュかつ重厚な作品」が掲載されている。2020年8月時点での読者の平均年齢は27.4歳。

## 歴代編集長など

### 編集長
- 初代（Vol.1- 2010年5月号） - 見野善則（『月刊少年エース』編集長と兼任）
- 第2代（2010年6月号 - 2015年6月号（記載廃止）） -  田中政哉
- （2021年3月時点） - 加藤浩嗣[2]

### 編集人
- 初代（Vol.1- 2011年2月号） - 安田猛
- 第2代（2011年3月号 - 2013年5月号） - 古林英明
- 第3代（2013年6月号 - 2015年6月号） - 女井正浩
- 第4代（2015年7月号 - 2016年5月号） - 田中政哉
- 第5代（2016年6月号 - ） - 加藤浩嗣

### 発行人
- 初代（Vol.1 - 2013年10月号） - 井上伸一郎
- 第2代（2013年11月号 - 2014年8月号） - 山下直久
- 第3代（2014年9月号 - 2015年6月号） - 堀内大示
- 第4代（2015年7月号 - ） - 青柳昌行

## 連載作品
2025年8月4日（2025年9月号）現在。
| 作品名                                                            | 作者（作画）       | 原作者など                                                                     | 開始号                     | 注記                                                                               |
| ----------------------------------------------------------------- | ------------------ | ------------------------------------------------------------------------------ | -------------------------- | ---------------------------------------------------------------------------------- |
| 黒鷺死体宅配便                                                    | 山崎峰水           | 大塚英志（原作）                                                               | Vol.1 2009年7月4日         | ←『コミックチャージ』より移籍 2023年9月号から『黒鷺死体宅配便 シーズン0 高校生編』 |
| ドラッグ&ドロップ                                                 | CLAMP              |                                                                                | 2011年12月号 2011年11月4日 | 合法ドラッグの続編                                                                 |
| 文豪ストレイドッグス                                              | 春河35             | 朝霧カフカ（原作）                                                             | 2013年1月号 2012年12月4日  |                                                                                    |
| Fate/stay night [Heaven's Feel]                                   | タスクオーナ       | TYPE-MOON（原作）                                                              | 2015年6月号 2015年5月2日   | 5月号にプレ連載有り                                                                |
| 異世界居酒屋「のぶ」                                              | ヴァージニア二等兵 | 蝉川夏哉（原作） 転（キャラクター原案）                                        | 2015年8月号 2015年7月4日   |                                                                                    |
| であいもん                                                        | 浅野りん           | ―                                                                              | 2016年6月号 2016年5月2日   |                                                                                    |
| 理想のヒモ生活                                                    | 日月ネコ           | 渡辺恒彦（原作） 文倉十（キャラクター原案）                                    | 2017年3月号 2017年2月3日   |                                                                                    |
| 東京オルタナティヴ                                                | 西川聖蘭           | 大塚英志（原作）                                                               | 2017年10月号 2017年9月4日  |                                                                                    |
| ロード・エルメロイII世の事件簿                                    | 東冬               | 三田誠 / TYPE-MOON（原作） 坂本みねぢ（キャラクター原案） TENGEN（ネーム構成） | 2017年11月号 2017年10月4日 |                                                                                    |
| アルカイック スマイル                                             | 貞本義行           | たかはまこ                                                                     | 2017年12月号 2017年11月4日 | 2018年2月号まで『コミックチャージ』掲載分の再掲、以後は新作                        |
| 夫婦以上、恋人未満。                                              | 金丸祐基           | ―                                                                              | 2018年4月号 2018年3月2日   |                                                                                    |
| くだんのピストル                                                  | 山崎峰水           | 大塚英志（原作）                                                               | 2021年2月号 2021年1月4日   |                                                                                    |
| 察知されない最強職                                                | 田中インサイダー   | 三上康明（原作）                                                               | 2021年3月号 2021年2月4日   |                                                                                    |
| 文化工作者 七條特高の冒険                                         | 西川聖蘭           | 大塚英志（原作）                                                               | 2022年12月号 2022年11月4日 |                                                                                    |
| 少年陰陽師                                                        | 空倉シキジ         | 結城光流（原作）                                                               | 2023年2月号 2023年1月4日   |                                                                                    |
| ゴッホはじめました。                                              | 関崎俊三           | ―                                                                              | 2023年10月号 2023年9月4日  |                                                                                    |
| 祖母ドル 〜余命わずかのおばあちゃん、若返って孫とアイドルになる〜 | 狐ヶ崎             | ―                                                                              | 2024年8月号 2024年7月4日   |                                                                                    |
| COCOON                                                            | はまぐり           | 末満健一（原作）                                                               | 2024年10月号 2024年9月4日  |                                                                                    |
| 魔女に首輪は付けられない                                          | 幕英               | 夢見夕利（原作） 緜（キャラクター原案）                                        | 2024年10月号 2024年10月4日 |                                                                                    |
| 雨宮兄弟の骨董事件簿                                              | 夜空のうどん       | 高里椎奈（原作） モノサカ糸（キャラクター原案）                                | 2025年1月号 2024年12月4日  |                                                                                    |
| Beast of Man〜デスメタル魔神伝 地獄のライブ拷問黙示録〜           | かぼちゃ           | ―                                                                              | 2025年2月号 2025年1月4日   |                                                                                    |
| パラスティック狂騒曲                                              | 斯波浅人           | ―                                                                              | 2025年3月号 2025年2月4日   |                                                                                    |
| ブスに花束を。〜Bloom〜                                           | 作楽ロク           | ―                                                                              | 2025年4月号 2025年3月4日   | 集中連載                                                                           |
| ブルーオーシャンインジアイズ                                      | 千悟センゴ         | ―                                                                              | 2025年4月号 2025年3月4日   |                                                                                    |
| 文豪ストレイドッグス 探偵社設立秘話                               | 安達知里           | 朝霧カフカ（原作） 春河35（キャラクター原案）                                  | 2025年4月号 2025年3月4日   |                                                                                    |
| 愛執ロマンティシズム                                              | 團屋林悟           | ―                                                                              | 2025年5月号 2025年4月4日   |                                                                                    |
| ガセン -明治大正画仙譚-                                           | 河納沙也子         | ―                                                                              | 2025年5月号 2025年4月4日   |                                                                                    |
| 境界のメロディ                                                    | 杉基イクラ         | 宮田俊哉（原作） LAM（キャラクター原案）                                       | 2025年6月号 2025年5月2日   |                                                                                    |
| アプネア 〜特命課戦史漂流記〜                                     | 清澄炯一           | ―                                                                              | 2025年7月号 2025年6月4日   |                                                                                    |

## 増刊誌・兄弟誌

### アルティマエース
2011年10月18日に本誌の増刊誌として『アルティマエース』が創刊した。偶数月18日発売の隔月刊で、創刊編集長は『ヤングエース』初代編集長の見野善則が担当。見野は『月刊少年エース』と『4コマnanoエース』の編集長と兼任であった。全7号で休刊となった。

### サムライエース
2012年6月26日に『サムライエース』が創刊し、2013年に休刊。こちらも隔月刊であったが、編集長は『ガンダムエース』と『ニュータイプエース』の編集長の石脇剛が担当した。

### ヤングエースUP
2015年12月22日に本誌の兄弟誌にあたる無料Web漫画雑誌として、「ヤングエースUP」が創刊される。

## 映像化作品

### アニメ化
| 作品                         | 放送年                 | アニメーション制作     | 備考     |
| ---------------------------- | ---------------------- | ---------------------- | -------- |
| ブラッドラッド               | 2013年                 | ブレインズ・ベース     |          |
| いなり、こんこん、恋いろは。 | 2014年                 | プロダクションアイムズ |          |
| ISUCA                        | 2015年                 | アームス               |          |
| 長門有希ちゃんの消失         | 2015年                 | サテライト             |          |
| 僕だけがいない街             | 2016年                 | A-1 Pictures           |          |
| 文豪ストレイドッグス         | 2016年（第1期、第2期） | ボンズ                 | 映画あり |
| 文豪ストレイドッグス         | 2019年（第3期）        | ボンズ                 | 映画あり |
| 文豪ストレイドッグス         | 2023年（第4期）        | ボンズ                 | 映画あり |
| ナナマル サンバツ            | 2017年                 | TMS/だぶるいーぐる     |          |
| であいもん                   | 2022年                 | エンカレッジフィルムズ |          |
| 夫婦以上、恋人未満。         | 2022年                 | studio MOTHER          |          |
| ブスに花束を。               | 2025年                 | SILVER LINK.           |          |

- 出版社を移籍後にテレビアニメ化された作品だと『渡くんの××が崩壊寸前』がある[76][77]。

### ドラマ化
| 作品             | 放送年 | 制作                    | 備考          |
| ---------------- | ------ | ----------------------- | ------------- |
| 僕だけがいない街 | 2017年 | 関西テレビ放送、Netflix | Web配信ドラマ |

### 実写映画化
| 作品                             | 公開年 | 備考 |
| -------------------------------- | ------ | ---- |
| ちょっとかわいいアイアンメイデン | 2014年 |      |
| 鬼灯さん家のアネキ               | 2014年 |      |
| 僕だけがいない街                 | 2016年 |      |
| 燐寸少女                         | 2016年 |      |

## 主催賞
月例賞A1グランプリ
『月刊少年エース』と合同で主催している月例漫画賞。年齢や経歴などを問わず募集しており、毎号募集と発表がなされている。

## レーベル
基本的には、毎月4日発売となっているが、コミカライズの連動や、作者の別雑誌の連載作品の単行本と同日発売を理由とするためか、コンプエース、ガンダムエース、少年エース出のコミックスと同じ26日発売のものも存在する。
レーベルは、ほかの角川系漫画雑誌と同じく「角川コミックス・エース」だが、一部作品（『シュアリー・サムデイ』）は単行本コミックスとして発売されることもある。ヤングエース誌上では、宣伝ページに「ヤングエース・コミックス」と書かれることがある。
ヤングエースUP作品においては、基本的には「角川コミックス・エース」レーベルにて刊行されているが、『ギリギリ漫画家夫婦の子育て奮闘記』や『すすめ！オタク一家』などコミックエッセイ作品は単行本（コミックエッセイ）レーベルで刊行され、『五十嵐くんと中原くん』はあすかコミックスCL-DXにて刊行されている。発売日は本誌連載作品と同じく4日発売が多いが、コミカライズ元の作品との発売の連動（『蜘蛛ですが、何か?』のコミック1巻とカドカワBOOKSより刊行された原作3巻の同時発売）や発売レーベルの関係からずれる作品も存在する。